# Zanussi
Zanussi este o companie producătoare de electrocasnice din Italia. Compania a fost înființată în anul 1916 de Antonio Zanussi și a fost cumpărată de producătorul suedez de electrocasnice Electrolux în anul 1984.